# Эспозито, Дженнаро
Дженнаро Эспозито (итал. Gennaro Esposito; род. 18 марта 1985 года в Неаполе, Италия) — итальянский футболист, полузащитник клуба «Реал Анакапри».

## Карьера
Воспитанник неаполитанского футбола. Дженнаро дебютировал за родной «Наполи» 12 апреля 2003 года в матче Серии B против «Дженоа». Это была его единственная игра в дебютном сезоне, а в следующем он провёл 5 встреч во второй итальянской лиге. В 2004 году Дженнаро перешёл в «Сиену», выступавшую в Серии А. В первом сезоне в новом клубе он не играл в чемпионате, ограничившись 3 играми в Кубке Италии, включая встречу 1/8 финала с «Ромой». В это же время полузащитник вызывался молодёжную сборную Италии, отыграв за неё 3 матча. В сезоне 2005/06 Дженнаро провёл свой единственный матч в Серии A: 22 января 2006 года он вышел на замену в игре против «Милана».
В 2006—2009 годах полузащитник выступал на правах аренды за ряд клубов из Серии B и Лиги Про. Последняя аренда в «Галлиполи» сложилась для него очень удачно: он был лидером команды, завоевавшей трофеи Лиги Про и Суперкубка Серии C. В 2009 году полузащитник покинул «Сиену» и присоединился к «Вероне». Дженнаро был важным игроком «скалигеров» в течение первых двух с половиной сезонов. С выходом команды в Серию B полузащитник потерял место в составе и провёл остаток контракта в арендах, выступая за клубы из Лиги Про, позднее реформированной в Серию C. В 2015 году Дженнаро перешёл из «Вероны» в «Казальнуовезе» и отыграл один сезон на любительском уровне. В следующем году он присоединился к «Потенце». В течение 2 сезонов полузащитник сыграл в 61 матче Серии D, нося повязку капитана команды и считаясь у болельщиков главной звездой.
В 2018 году Дженнаро вернулся на любительский уровень, заключив соглашение с «Казарано». С того времени он сменил ряд клубов, лишь раз вернувшись в Серию D: в 2020 году полузащитник провёл 8 встреч за «Корильяно». С 2021 года Дженнаро представляет «Реал Анакарпи», выступающий в Промиционе — шестом итальянском дивизионе.

## Достижения
«Галлиполи»
- Победитель Лиги Про (1): 2008/09
- Обладатель Суперкубка Серии C (1): 2008/09